# Sanjuro
Sanjuro (椿三十郎?, Tsubaki Sanjūrō) è un film del 1962 diretto da Akira Kurosawa, con Toshirō Mifune nel ruolo di protagonista. Il film è il sequel de La sfida del samurai (1961).
Il samurai Sanjuro è di nuovo al centro di una vicenda che lo vede come occasionale protagonista. Da "corpo estraneo" della situazione, l'eroe si trasforma presto nel soggetto catalizzatore della storia. Faide e corruzione all'interno di un clan feudale vengono risolte dalla spada e dall'arguzia del samurai.

## Trama
Nove giovani di una ricca provincia – capeggiati da Iori, nipote del Jodai-karō Mutsuda, il funzionario incaricato di amministrare la provincia in assenza del daimyo– sospettano che nel loro clan vi siano numerosi casi di corruzione e malaffare, ben nascosti da qualcuno molto potente, così decidono di fare qualcosa per far sì che venga fatta pulizia.
Dapprincipio Iori cerca di chiedere aiuto allo zio, ma questi rifiuta di dare loro ascolto, così si rivolgono a Kikui, il metsuke (magistrato) locale, che accetta invece di aiutarli. La sera dell'appuntamento, però, i nove trovano nel luogo dell'incontro l'apparentemente strambo e superficiale rōnin Sanjuro, il quale tuttavia, solo dai loro discorsi, capisce che i ragazzi hanno commesso un grave errore, e che il capo dei corrotti è proprio Kikui.
Infatti, come predetto da Sanjuro, di lì a breve un manipolo di soldati circonda il tempio con l'ordine di arrestare i ribelli (che tuttavia loro pensano essere svariate centinaia, e non solo una decina), ma il ronin riesce con un trucco a mandarli via, oltre a conquistarsi la stima ed il rispetto di Muroto Hanbei, il capo delle guardie di Kikui.
A questo punto però Sanjuro comprende che il prossimo a venire arrestato sarà Mutsuda, poiché, dai discorsi che i nove giovani hanno incautamente fatto a Kikui all'atto di chiedergli aiuto, questi ha capito che il Jodai-karō è al corrente del malaffare e ne conosce i responsabili. Il samurai si aggrega quindi ai nove giovani e si dirige alla casa di Mutsuda, trovandola come previsto già occupata dagli uomini di Kikui dopo l'arresto del padrone di casa.
Grazie all'aiuto di Sanjuro il gruppo riesce a liberare la moglie e la figlia di Mutsuda, e lasciata la villa il samurai suggerisce al gruppo di andarsi a nascondere nella casa di uno di loro, proprio attigua a quella di un altro corrotto, il ministro Kurofuji (seguendo la massima Il posto migliore per nascondere qualcosa è in bella vista).
Le due donne liberate, però, non hanno idea di dove Mutsuda sia rinchiuso, così l'unica speranza è provocare i cospiratori affinché compiano un passo falso. Inizia quindi una lunga battaglia di nervi, macchinazioni e sotterfugi, con Sanjuro da una parte e l'astuto Muroto dall'altra, fino a che il ronin, di fronte all'apparente impossibilità di spingere il nemico a scoprire le proprie carte, decide ancora una volta di affidarsi al doppio gioco.
Presentatosi a Muroto, Sanjuro viene quindi arruolato a sua volta come membro delle guardie di Kikui, ma il suo tentativo fallisce parzialmente a causa dell'irruenza dei giovani che mandano all'aria i suoi piani costringendolo ad una soluzione di ripiego che, pur non facendo saltare la sua copertura, lo obbliga a lasciare la villa del soprintendente prima di poter liberare Mutsuda.
A questo punto sembrano non esservi più speranze, ma un pezzo di carta le riaccende; la villa dove i nove giovani si sono nascosti e quella di Kurofuji sono separate da un muro, sotto il quale passa un ruscello che scorre in entrambi i giardini. La mattina dopo, nel letto del ruscello, viene ritrovato un frammento della lettera che Iori aveva consegnato allo zio per chiedergli di indagare sui casi di corruzione, dal che si deduce che il Mutsuda è nascosto proprio nella villa accanto.
L'abitazione però è presidiata di guardie, il che rende impossibile un assalto diretto, quindi Sanjuro matura un nuovo piano d'azione: per prima cosa farà uscire con un trucco le guardie dalla villa, quindi lascerà cadere nel ruscello una grande quantità di camelie dando ai giovani il segnale per l'assalto. Tutto sembra procedere per il meglio, ma dopo essere riuscito a far allontanare Muroto e i soldati Sanjuro viene scoperto da Muroto e dagli altri cospiratori; con un ennesimo trucco, però, il ronin riesce a spingere i cospiratori a fare loro stessi il segnale, e a quel punto la loro sorte è segnata.
Kurofuji, Kikui e gli altri corrotti vengono esiliati o si suicidano, ed il jodai-karō è di nuovo libero, anche se Iori e gli altri vengono duramente redarguiti per aver voluto fare di testa loro senza pensare alle conseguenze e facendosi abbindolare dalla maschera esteriore del metsuke. Quanto a Sanjuro, gli viene offerto un posto da alto dignitario all'interno del clan, ma questi rifiuta, venendo ritrovato dai nove ragazzi fuori città in compagnia di Muroto, sfuggito alla cattura e desideroso di vendetta. Il samurai traditore è consapevole della propria inferiorità, ma per riscattare il suo onore impone comunque all'avversario di sfidarlo ad un duello da cui esce inevitabilmente sconfitto. Alla fine, ancora una volta, espletato il proprio dovere, Sanjuro se ne va.

## Produzione
Liberamente ispirato all'opera Peaceful Days di Shûgorô Yamamoto, il film venne concepito come un sequel de La sfida del samurai e la sceneggiatura venne scritta mantenendo il protagonista del primo film, Sanjuro, distaccandosi così dalla novella di Yamamoto, che vedeva come protagonisti due samurai.
La scena in cui Sanjuro schiaffeggia tre dei giovani che l'avevano seguito, mandando così a monte il suo piano e costringendolo a uccidere delle guardie, fu totalmente improvvisata da Toshiro Mifune e colse di sorpresa i tre attori.
L'esplosione di sangue, nel duello finale tra Sanjuro e Hanbei, fu girata in una sola sequenza; per creare il sangue venne creata una miscela composta da cioccolato ed acqua gassata.

## Critica
- Film sul tema dell'iniziazione alla vita, trova proprio nella dimensione comico-umoristica la moralità di un amabile apologo sui pericoli della violenza. Commento del dizionario Morandini che assegna al film tre stelle su cinque di giudizio.[1]